# Chrysopa perla
Espèce
Chrysopa perla, le « lion des pucerons »  (parfois appelée « chrysope verte » comme l'espèce Chrysoperla carnea), est une espèce d'insectes de l'ordre des névroptères et de la famille des chrysopidés.

## Description
L'adulte long de 10 à 12 mm est pourvu d'ailes transparentes ornées de nervures vertes à noires (envergure : 25 à 30 mm). Le corps vert est parsemé de taches noires.
La larve de couleur ocre à brune possède de longues mandibules qu'elle utilise pour saisir et dévorer de petits arthropodes.

## Habitat
L'adulte, visible de mai à août, fréquente les bois de feuillus, les vergers, les haies, les jardins arborés.

## Biologie

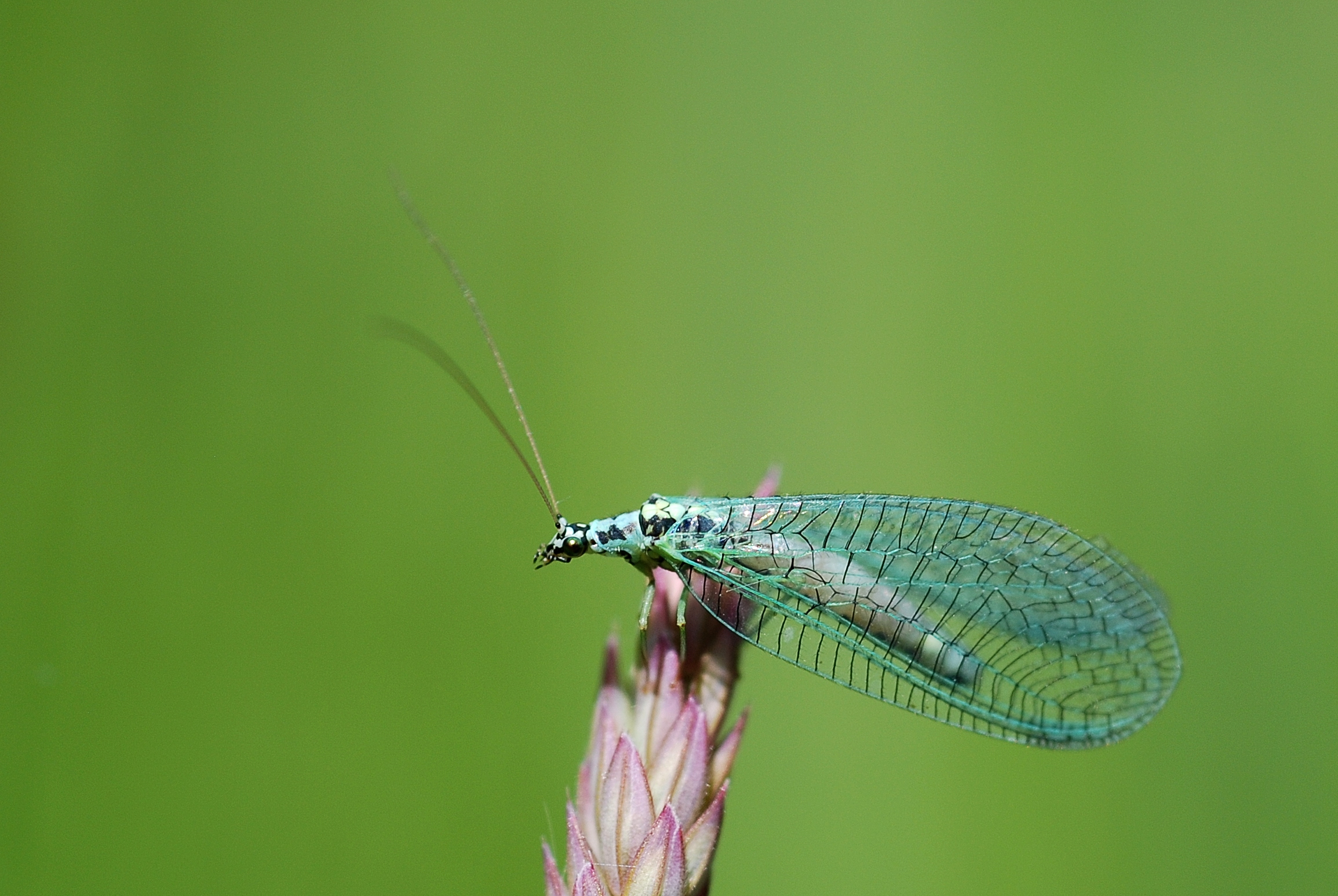
Chrysopa perla

Comme l'indique son nom familier, cet insecte (la larve comme l'adulte) rend de grands services au monde agricole en consommant quantité de pucerons, contrairement aux espèces du genre Chrysoperla où seules les larves mangent les pucerons tandis que les adultes se nourrissent de liquides sucrés, de miellat et de pollen.